# Rybnyk
Rybnyk (ukrainisch Рибник) ist ein Dorf im Rajon Drohobytsch in der Oblast Lwiw in der Ukraine.
Die Einwohnerzahl des Dorfes beträgt etwa 660 Personen.

## Geographie

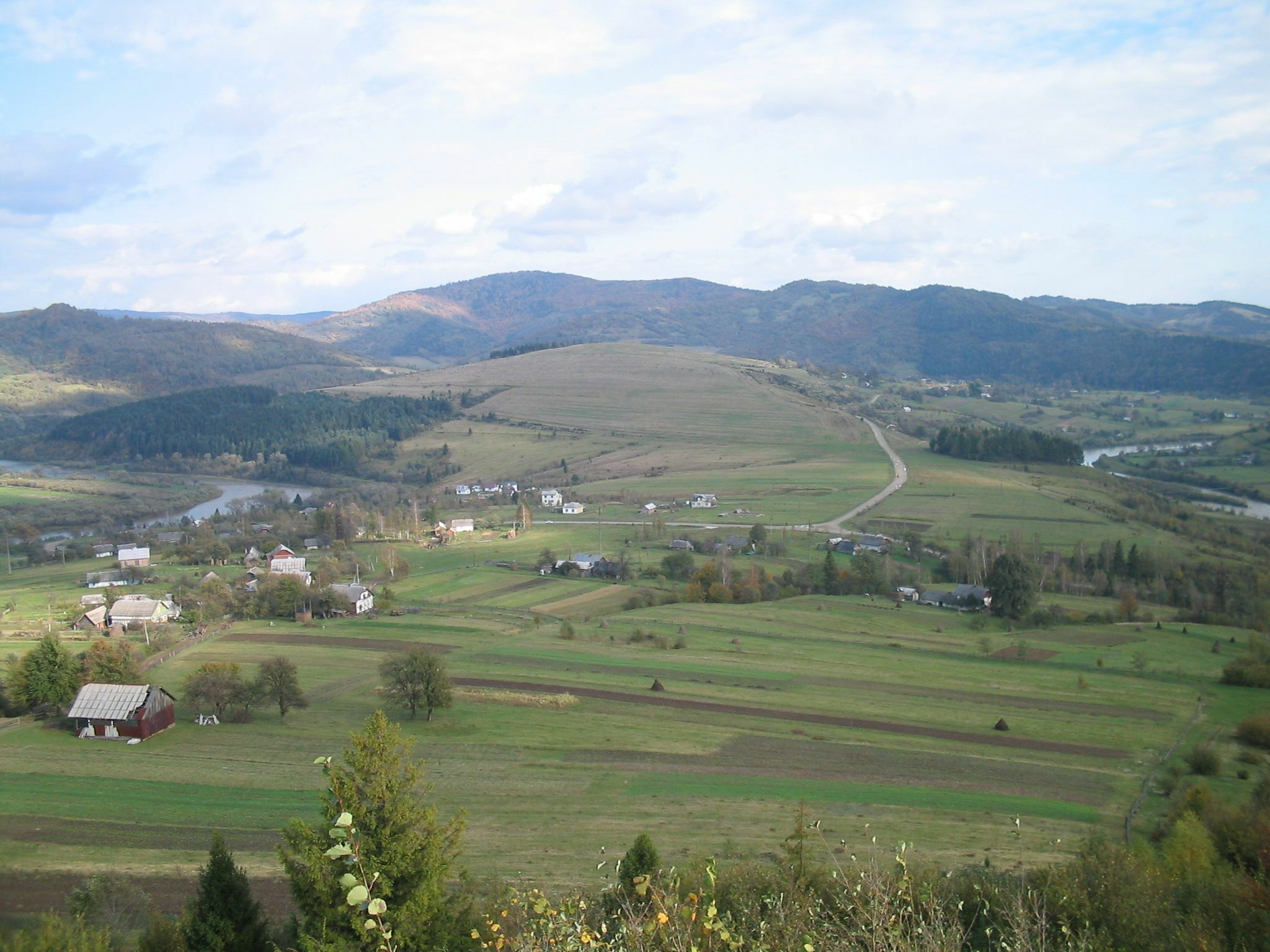
Das Dorf Rybnyk (links) und der Fluss Stryj (rechts)

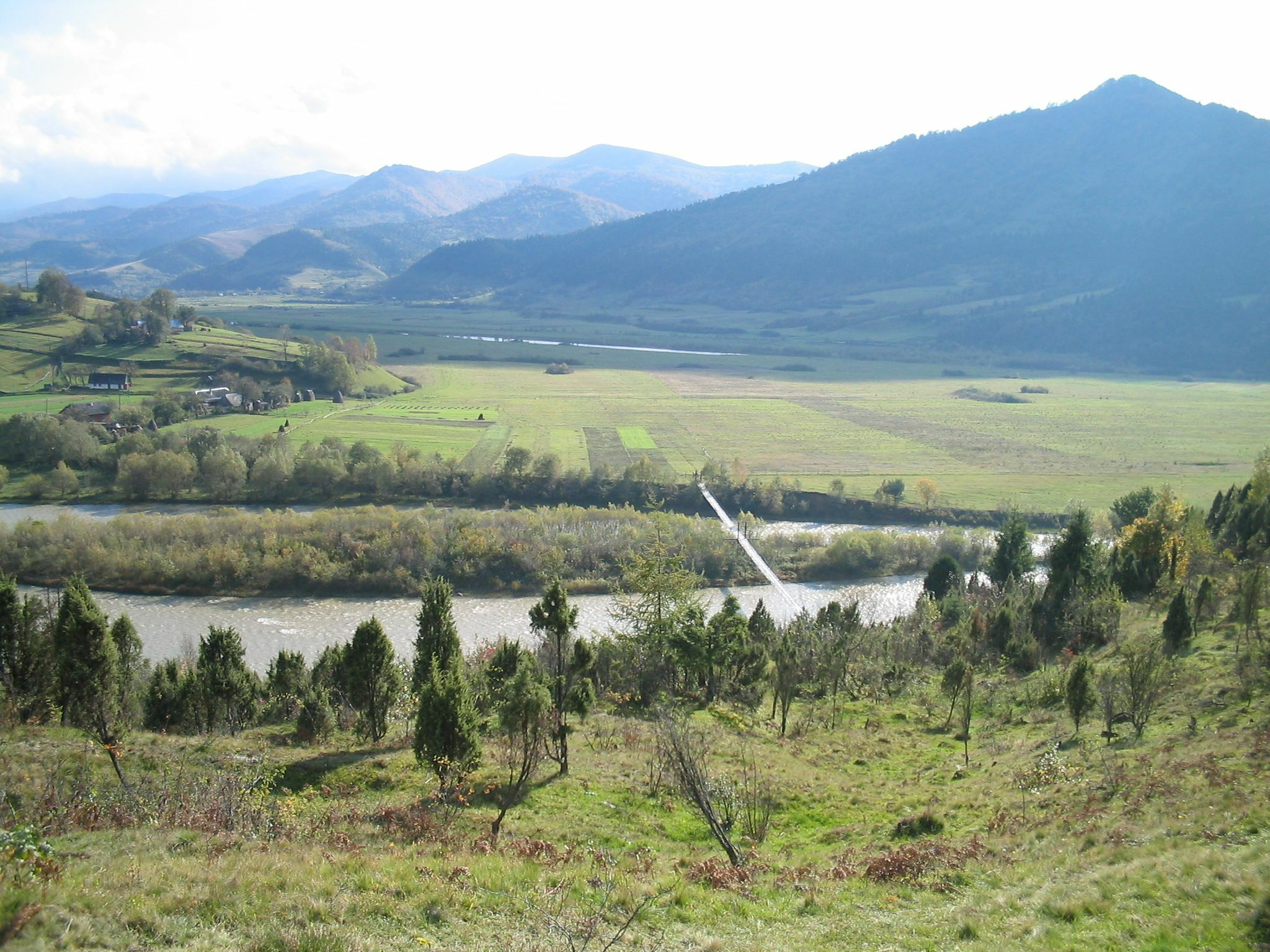
Das Dorf Rybnyk. Unten eine Hängebrücke über den Fluss Stryj, rechts der Berg Konjowa (885 m)

Das Dorf ist 30,7 Kilometer vom Kreiszentrum von Drohobytsch und 9,2 Kilometer vom Kurort Schidnyzja entfernt. Das Dorf liegt an beiden Ufern des Flusses Rybnyk, an dessen Zusammenfluss mit dem Fluss Stryj. Es grenzt an den Nationalpark Skoler Beskiden. Im Südwesten des Dorfes befindet sich das Naturdenkmal Urwald von Schidnyzja.
Das Dorf ist von allen Seiten von Bergen umgeben, die 800 bis 1200 Meter über dem Meeresspiegel liegen und von deren Gipfeln man eine malerische Aussicht hat. Entlang des Flusses Rybnyk kann man ein geologisches Naturdenkmal beobachten – Felsen, die Aufschlüsse von Gesteinen sind (Paläogenabschnitt). In der Nähe des Nachbardorfes Dowhe befindet sich der Lasnyi-Wasserfall, der höchste im Gebiet Lwiw (12 Meter).

## Geschichte
Das offizielle Gründungsdatum der Siedlung ist 1453. 1889 gab das Polnische Geographische Wörterbuch an, dass Ende des neunzehnten Jahrhunderts 577 Ukrainer, 22 Deutsche und 11 Polen im Dorf lebten. Lange Zeit wurde in Rybnyk und den umliegenden Dörfern Eisen verhüttet. In den 1880er Jahren wurde das Dorf durch eine Schmalspurbahn für den Holzexport mit Werchnye Syniowydne verbunden. Die Schmalspurbahn hat nicht überlebt, stattdessen führt heute ein breiter Weg entlang dem Fluss Stryj, und im Dorf gibt es noch die Überreste einer alten Sägewerk-Mühle, in der Holz verarbeitet wurde. Das einzige Gotteshaus im Dorf ist die hölzerne Himmelfahrtskirche (1864) mit einem Glockenturm (1909), der kürzlich mit Fenstern und Holzschindeln restauriert wurde. Die Kirche hat drei Kuppeln. Das Gebäude hat zwei Kuppeln, ist dachlos, steht auf einem Steinfundament und ist von einem Baldachin umgeben. Im Kirchenschiff befindet sich ein großes Bild der Himmelfahrt im Narthex.

## Infrastruktur
Rybnyk verfügt über das gleichnamige Skigebiet, mehrere Hotels und Villen, Sommerfreizeiteinrichtungen und Geschäfte. In der Nähe des Dorfes finden manchmal Camps der Kinderorganisation Plast statt.
Im Dorf gibt es einen Erholungskomplex „Rybnytschanka“. Es gibt ein zweistöckiges Haus mit 7 Zimmern (16 Betten), eine Hütte mit einer Sauna und einem Heilwasserbecken, eine Koliban für 60 Betten. Es gibt zwei Teiche zum Angeln (Forellen, Hechte, Welse).